# Tierra Nueva (Matías Romero)
Tierra Nueva es una comunidad en el Municipio de San Juan Mazatlán  en el estado de Oaxaca. Tierra Nueva está a 160 metros de altitud.

## Geografía
Está ubicada a 17° 6' 47.52" latitud norte y 95° 10' 22.8" longitud oeste.

## Población
Según el censo de población de INEGI del 2010: la comunidad cuenta con una población total de 442 habitantes, de los cuales 237 son mujeres y 205 son hombres. Del total de la población 144 personas hablan alguna lengua indígena.

## Ocupación
El total de la población económicamente activa es de 126 habitantes, de los cuales 101 son hombres y 25 son mujeres.